# Sheryl Crow and Friends: Live from Central Park
Albums de Sheryl Crow
The Globe Sessions
(1998) C'mon C'mon
(2002)
Sheryl Crow and Friends: Live From Central Park est un album live de Sheryl Crow qui est sorti en 1999 et qui a été édité sous le label A&M Records. Sheryl Crow était entourée de Stevie Nicks, Chrissie Hynde, Sarah McLachlan, Keith Richards et Eric Clapton pendant le concert qui se déroula à Central Park dans la ville de New York. L’album est composé de diverses reprises de Sheryl Crow mais provenant également d’autres artistes.

## Titres de l’album
| No  | Titre                       | Auteur                                                             | Durée |
| --- | --------------------------- | ------------------------------------------------------------------ | ----- |
| 1.  | Everyday Is a Winding Road  | Crow, Brian MacLeod, Jeff Trott                                    | 5:29  |
| 2.  | My Favorite Mistake         | Crow, Trott                                                        | 4:13  |
| 3.  | Leaving Las Vegas           | David Baerwald, Bill Bottrell, Crow, Kevin Gilbert, David Ricketts | 7:21  |
| 4.  | Strong Enough               | Baerwald, Bottrell, Crow, Gilbert, MacLeod, Ricketts               | 3:36  |
| 5.  | It Don't Hurt               | Crow, Trott                                                        | 5:56  |
| 6.  | A Change Would Do You Good  | Crow, MacLeod, Trott                                               | 5:17  |
| 7.  | Gold Dust Woman             | Stevie Nicks                                                       | 4:25  |
| 8.  | If It Makes You Happy       | Crow, Trott                                                        | 5:03  |
| 9.  | All I Wanna Do              | Baerwald, Bottrell, Wyn Cooper, Crow, Gilbert                      | 5:59  |
| 10. | Happy                       | Mick Jagger, Keith Richards                                        | 3:21  |
| 11. | The Difficult Kind          | Crow                                                               | 5:55  |
| 12. | White Room                  | Pete Brown, Jack Bruce                                             | 5:50  |
| 13. | There Goes the Neighborhood | Crow, Trott                                                        | 5:32  |
| 14. | Tombstone Blues             | Bob Dylan                                                          | 5:03  |

## Équipe
- Sheryl Crow guitare acoustique, basse, harmonica, guitare électrique, chant
- Mary Rowell – guitare acoustique, violon
- Tim Smith – basse, guitare électrique, chœurs
- Peter Stroud – guitare acoustique et électrique, slide guitar
- Matthew Brubeck – basse
- Mike Rowe – claviers
- Jim Bogios - batterie

## Invités
- Eric Clapton – guitare électrique et chant sur "White Room"
- Dixie Chicks – "Strong Enough"
- Chrissie Hynde – guitare électrique et chant sur "If It Makes You Happy"
- Sarah McLachlan – chant sur "The Difficult Kind"
- Stevie Nicks – chant sur "Gold Dust Woman"
- Keith Richards – guitare électrique et chant sur "Happy"